# Ziemia Ulro
Ziemia Ulro – zbiór esejów Czesława Miłosza wydanych w 1977 przez Instytut Literacki w Paryżu jako tom 280. Biblioteki „Kultury”.

Książka powstała w latach siedemdziesiątych w Kalifornii. Autor mówi o fundamentach swojej poezji i podstawach swojego światopoglądu, pyta o sens XX wieku i duchowy kształt rodzącej się z niego przyszłości. We wstępie ks. Józef Sadzik napisał: 

„konstrukcją centralną  książki jest pytanie: Co stało się z kulturą europejską w jej romantycznym przesileniu, kiedy to rozchodziły się drogi wspólnego dziedzictwa – żywej prawdy  ludzkiej i zimnych, obiektywnych praw nauk ścisłych”.

Bezpośredniego materiału do przemyśleń dostarczają Miłoszowi dzieła takich twórców  jak: William Blake, Emanuel Swedenborg, Oskar Miłosz, Fiodor Dostojewski, Adam Mickiewicz, Witold Gombrowicz czy Samuel Beckett. Określenie Ulro pisarz zaczerpnął od Blake’a (poemat Jerusalem. The Emanation of the Giant Albion). Oznacza ono krainę duchowych cierpień, piekło egzystencji ludzkiej, jakie znosi i musi znosić człowiek okaleczony.

## Wydania polskie
- Paryż: Instytut Literacki, 1977, 1980
- Łódź: Biblioteka Centrum Kulturalno-Informacyjnego NSZZ „Solidarność”, 1981
- Łódź: Polska 1981, 1981
- Warszawa: Logos, 1981
- Warszawa: Państwowy Instytut Wydawniczy, 1982 (ocenzurowane)
- Kraków: Społeczny Instytut Wydawniczy "Znak", 1994
- Kraków: Wydaw. Znak, 2000, 2013

## Przekłady na języki obce
- Dežela Ulro, Lublana: Cankarjeva Založba, 1981
- Das Land Ulro, Kolonia: Kiepenheuer & Witsch, 1982
- Zemlja Ulro, Gornji Milanovac: Dečje Novine, 1982, 1986
- The Land of Ulro, New York: Farrar, Straus and Giroux, 1984, 2000
- La Terre d'Ulro, Paris: Albin Michel, 1985
- The Land of Ulro, New York: Collins, 1985
- The Land of Ulro, Manchester: Carcanet, 1985
- Ulro žemė, Wilno: Baltos Lankos, 1996
- La terra di Ulro, Milano: Adelphi Edizioni, 2000
- Az Ulro országa, Budapeszt: Európa Könyvkiadó, 2001
- Ținutul Ulro, Bukareszt: Allfa, 2002
- Zâmlâ Ul'ra; Ruìny ì paèzìâ, Mìnsk: Logvìnaŭ, 2011
- Zemlia Uľro,Kyjiv:Junivers, 2015

## Wybrane recenzje
- Bobowicz,  Zofia, O pracy nad francuskim wydaniem „Ziemi Ulro”, „Przekładaniec” 2011, nr 25, s. 271–274.
- Gruening Uwe, „Ziemia Ulro” i niesmak w polityce, „Słowo” (Berlin) 1993, nr 23, s. 29-33.
- Koc Barbara, ”Ziemia Ulro” Czesława Miłosza. Próba interpretacji, „Prace Polonistyczne” 1991, seria 44 (1988) s. 69-84.
- Kopciński Jacek, Lis na ziemi Ulro. Miłosz i Beckett, “Colloquia Litteraria” 2011, nr 2, 31-41.
- Manteuffel Krystian Medard, Miłosza obcowanie z duchami pustyni Ulro, „Akant” 2011, nr 9,
- Myszkowski Krzysztof, Niebo i ziemia, „Kwartalnik Artystyczny” 2001, nr 1, s. 167-170.
- Orski Mieczysław, Z okazji nowego wydania, „Przegląd Powszechny” 1997, nr 12, s. 371-373.
- Sabiniewicz Marcin, Moje spotkanie z „Ziemią Ulro”, „Zeszyty Literackie” 2001, nr 3, s. 109-111.
- Sławek Tadeusz, Bóg, prawo, przyjaźń. Czytając Williama Blake'a i Czesława Miłosza, „Apokryf” 2001, nr 26, s. 8-11.
- Zaleski Marek, Principia poetica Czesława Miłosza, czyli o "Ziemi Ulro", „Twórczość” 1983, nr 12, s. 56-72.